# Перформанс в Блэк-Маунтин-колледже
Перформанс в Блэк-Маунтин-колледже — это перформанс, проведенный в 1952 году Джоном Кейджем и Каннингемом в рамках летней школы в Блэк-Маунтин-колледже в Северной Каролине.
Перформанс стал предвестником активно развивающегося направления в конце 1950-х и начале 1960-х годов.

### Описание перформанса
Перформансу предшествовал текст Хуанбо Сиюня "Доктрина универсального разума", который Кейдж прочитал в качестве вступления. Перформанс был импровизированным. Исполнители опирались на партитуры, которые указывали только на временные интервалы. Каждый участник перформанса самостоятельно заполнял промежутки действия и бездействия. Этот прием позволил избежать "случайных взаимосвязей" между частями.
Перформанс проходил в обеденном зале колледжа. Зрители сидели на квадратной площадке, разделенной диагональными проходами на четыре треугольника, у каждого в руках была белая чашка, поставленная на каждое сидение до начала перформанса. Пространство над головами заполняли белые картины Роберта Раушенберга. Джон Кейдж, одетый в черный костюм с галстуком забрался на стремянку и прочел текст "о связи музыки с дзен-буддизмом", а также отрывки Майстера Экхарта. Следующая композиция - "композиция в сопровождении радио". В это же время Роберт Раушенберг ставил на граммофон старые пластинки, Дэвид Тюдор играл на "подготовленном фортепиано". Следующее действие - переливание воды из одного ведра в другое Дэвидом Тюдором, затем Чарлз Олсон и Мэри Кэролайн Ричардс читали стихи, сидя в проходах. Каннингем и другие танцевали в проходах, за ними гонялась собака. Роберт Раушенберг показывал быстро мелькающие "абстрактные слайды" и кинокадры. Направив проектор на потолок он показал местного повара, а затем, перемещаясь на стену - заходящее солнце. Композитор Джей Уотт играл на экзотических музыкальных инструментах.

### Реакция на перформанс и его итоги
Композитор Штефан Вольпе вышел из зала в знак протеста.
Джон Кейдж был доволен анархическим и бесцельным мероприятием.
Благодаря мероприятию Каннингем нашел для своей труппы художника по костюмам в лице Роберта Раушенберга.
Перформанс стал темой для разговоров между Кейджем и слушателями его курса по экспериментальной музыке в Новой школе социальных исследований среди которых были Аллан Капроу, Джексон Маклоу, Джордж Брехт, Эл Хансен, Дик Хиггинс. Перформанс оказал влияние на участников курса.